# الملاينة (أولاد حسين)
الملاينة هي إحدى مشيخات المملكة المغربية، تتبع جغرافيا لإقليم سيدي سليمان وإداريًا لأولاد حسين. يقدر عدد سكانها بـ 5689 نسمة حسب الإحصاء الرسمي للسكان والسكنى لسنة 2004.